# Barczatka koniczynówka
Barczatka koniczynówka, kosmatka koniczynówka (Lasiocampa trifolii) – gatunek motyla z rodziny barczatkowatych. Występuje w zachodniej i środkowej części Eurazji oraz w Afryce Północnej. Wahania liczebności, czasem pospolita.

## Taksonomia
Gatunek ten opisany został po raz pierwszy w 1775 roku przez Johanna N.C.M. Denisa i Ignaza Schiffermüllera pod nazwą Bombyx trifolii. Jako miejsce typowe wskazano okolice Wiednia. W 1820 roku Jacob Hübner umieścił ten gatunek jako typowy nowego rodzaju Pachygastria, współcześnie klasyfikowanego jako podrodzaj w obrębie rodzaju Lasiocampa lub traktowanego jako synonim tegoż.
W obrębie tego gatunku wyróżnia się trzy podgatunki:
- Lasiocampa (Pachygastria) trifolii cocles Geyer, 1831
- Lasiocampa (Pachygastria) trifolii mauritanica Staudinger, 1891
- Lasiocampa (Pachygastria) trifolii trifolii (Denis & Schiffermüller, 1775)

## Morfologia

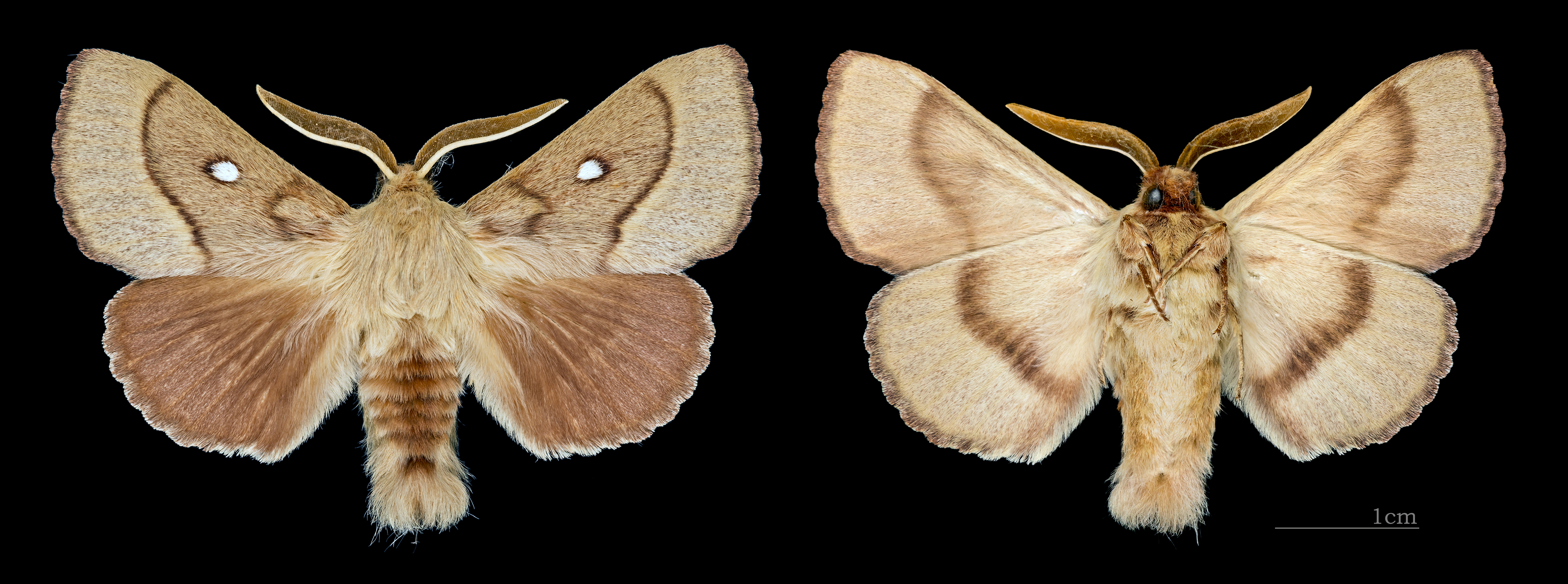
Samiec

Samica

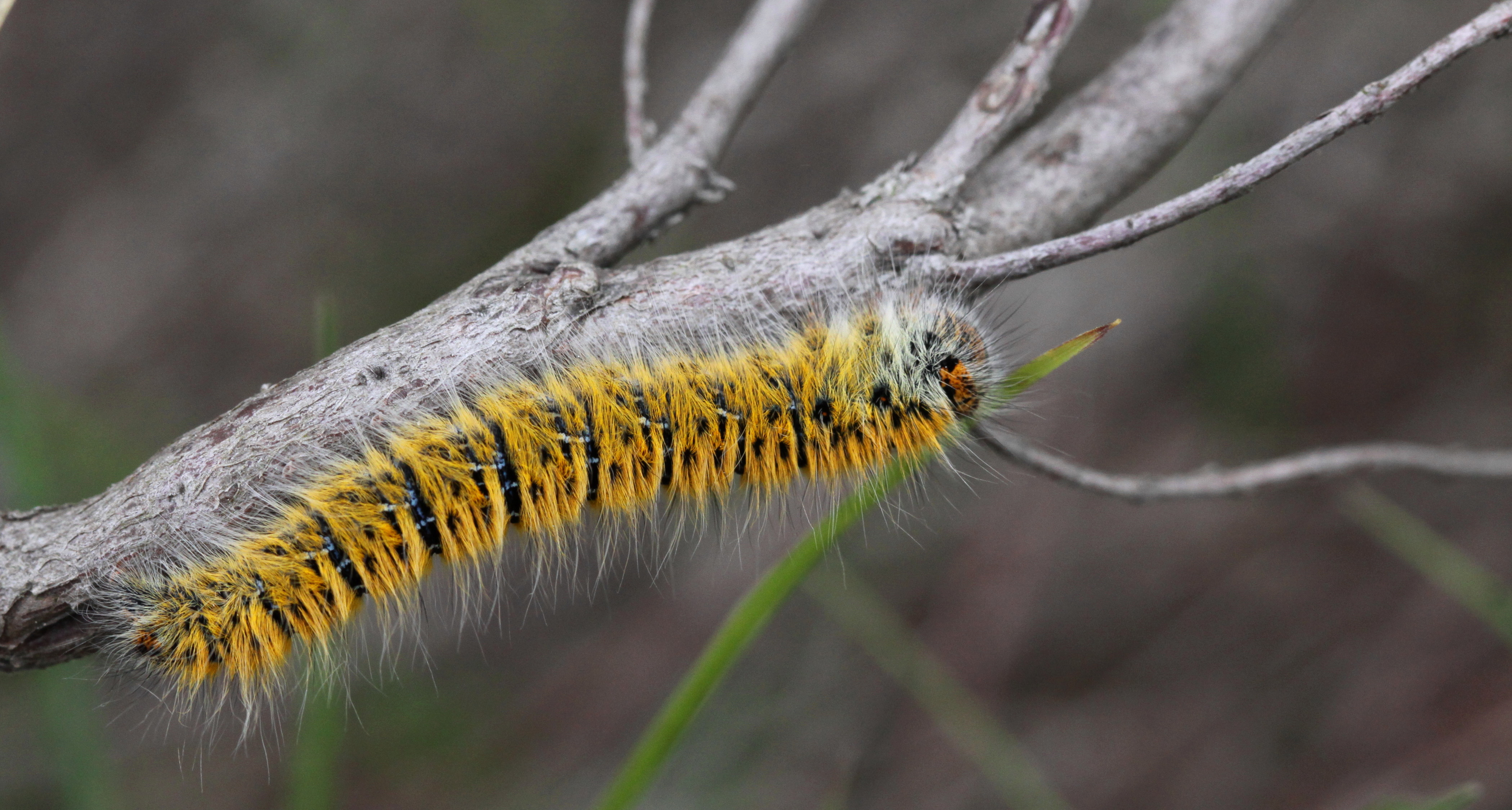
Gąsienica

Motyl ten osiąga rozpiętość skrzydeł od 42 do 55 mm w przypadku samca oraz od 50 do 75 mm w przypadku samicy. Głowa ma stożkowate czoło. Ubarwienie skrzydeł wykazuje się zmiennością. Tło ich może być od szarobrunatnego do czerwonobrunatnego, a strzępina ma taką samą barwę jak ono. Na żyłce poprzecznej przedniego skrzydła widnieje biała plamka w ciemnej obwódce. Poza tym przednie skrzydło ma zwykle w części zewnętrznej białawą przepaskę, może ona być jednak słabo widoczna, a nawet całkiem zanikać. Tylne skrzydło jest jednobarwne. Odnóża przedniej pary mają kolec na wierzchołku goleni, a te tylnej pary mają na goleniach ostrogi.
Gąsienica charakteryzuje się silnym owłosieniem, którego brak jednak na łączeniach segmentów. Ubarwienie ma żółtobrunatne z ukośnymi paskami barwy żółtej po bokach segmentów od piątego wzwyż oraz czarnymi przepaskami poprzecznymi na łączeniach segmentów, zaopatrzonymi w żółtawe kropki, układające się w podłużne szeregi.

## Biologia i ekologia
Owad preferujący miejsca suche, jak suche łąki, przytorza, ugory, jasne zagajniki, wyrobiska, nasłonecznione i suche zbocza czy wrzosowiska. Gąsienice są polifagami. Wśród ich roślin żywicielskich wymienia się: bylice, dęby, jabłonie, janowce, karagany, komonice, koniczyny, kostrzewy (w tym kostrzewę owczą i kostrzewę poleską), lucerny, pieprzyce, siekiernice, sparcety, wilżyny, wrzos zwyczajny, wydmuchrzyce (w tym wydmuchrzycę piaskową), wyki (w tym wykę ptasią) oraz żarnowce i szczodrzeńce. Owady dorosłe nie pobierają pokarmu.
Wydaje jedno pokolenie rocznie. Loty motyli przypadają na okres od połowy lipca do końca października. Czas lotu samca przypada na godziny popołudniowe i wieczorne. Samice składają jaja wieczorem, rozrzucając je między rośliny. Motyle chętnie przylatują do sztucznych źródeł światła.
Zimują małe gąsienice lub jaja z wykształconymi wewnątrz gąsieniczkami. Gąsienice żerują w okresie od marca do czerwca. Gdy są już wyrośnięte konstruują na powierzchni gleby niewielkie kokony o jajowatym kształcie i jasnożółtej lub jasnobrązowej barwie. Poczwarki obserwuje się w lipcu i sierpniu.

## Rozprzestrzenienie
Gatunek palearktyczny. W Europie znany jest z Portugalii, Hiszpanii, Gibraltaru, Andory, Wielkiej Brytanii, Francji, Belgii, Luksemburgu, Holandii, Niemiec, Szwajcarii, Liechtensteinu, Austrii, Włoch, Danii, Szwecji, Norwegii, Finlandii, Estonii, Łotwy, Litwy, Polski, Czech, Słowacji, Węgier, Białorusi, Ukrainy, Rumunii, Bułgarii, Słowenii, Chorwacji, Bośni i Hercegowiny, Serbii, Czarnogóry, Albanii, Macedonii Północnej oraz europejskich części Rosji i Turcji. Występuje na licznych wyspach Morza Śródziemnego, w tym Balearach, Korsyce, Sardynii, Sycylii, Malcie, Cykladach i Krecie. W Afryce Północnej znany jest m.in. z Algierii. Z terenu Azji podawany jest z azjatyckiej części Turcji, Kazachstanu, Turkmenistanu oraz Iranu.